# アンドレイ・グリアゼフ
アンドレイ・ヴラジーミロヴィチ・グリアゼフ（ロシア語: Андрей Владимирович Грязев、1985年7月26日 - ）は、ロシアのペルミ出身の男性フィギュアスケート選手（男子シングル）。
2004年世界ジュニアフィギュアスケート選手権優勝。2007年ロシアフィギュアスケート選手権優勝。

## 経歴
1985年7月26日、ロシアのペルミで生まれる。4歳のとき、スケート教室が生徒を募集していることを知った母の勧めでスケートを始める。
11歳のときにサンクトペテルブルクへ移り、アレクセイ・ミーシンの指導を受け始める。ミーシンチームに入る事になってからは兄弟子であり憧れの人だったアレクセイ・ウルマノフの尽力もあり、彼の提供したアパートに住んでいた。。
2000-2001シーズンからISUジュニアグランプリ (JGP) に参戦し、2001-2002シーズンにはJGPで2連勝。しかし世界ジュニア選手権で総合14位という惨敗を喫し、理由が諸説あるがミーシンの元を離れその後3か月間リンクから離れていた。 
その3か月後、ミーシンの元での兄弟子だったアレクセイ・ヤグディンの勧めでタチアナ・タラソワのもとに移った。2003-2004年シーズンの世界ジュニア選手権では優勝を果たし、2004-2005シーズンよりシニアへ移行。2006-2007シーズンにはロシア選手権を制した。
旧採点システムでの最後の世界ジュニアチャンピオンでもあり、新採点で最初のロシアチャンピオンでもある。
2009年に怪我で現役を引退。その後は所属していたCSKAモスクワでコーチをしていたが後にロシア国外のアイスショーのロイヤル・カリビアン・インターナショナル内のアイスショーやホリディ・オン・アイスやホット・アイスなどに2016年まで出演していたが、その後はロシアに帰国している。

## スケート技術
ミーシンの元でダブルアクセルが跳べるようになり、14歳の時にトリプルアクセルが跳べて試合に組み込んだが最初のコーチのアンドレイ・キスルキンから多くの技術を学んだとグリアゼフは話している。ジュニアからシニアに上がった頃にグリアゼフにヤグディンがジャンプを教えていた時期もあり単独とはいえ4回転トゥループを19歳の時の欧州選手権と世界選手権のFSでは成功させている。しかしその後のシーズンからは怪我での手術の影響で4回転を外した構成にする事が多くなり挑戦しても失敗していた。
彼の持ち味である助走の短いトリプルアクセルの質の良さに織田信成は最初に意識した選手と話している。
スケーティングやステップなどはアメリカのシムズベリー拠点だった時は当時タラソワのアシスタントコーチだったエフゲニー・プラトフやマイヤ・ウソワが指導していた。モスクワにタラソワと共に帰還してからはタラソワの体調不良の問題もあり彼女の友人であったエレーナ・ブイアノワが主に見ていたが、タラソワも時折リンクに赴きアドバイスをしていた。

## エピソード
- グリアゼフの最初のコーチのキスルキンはヤグディンの妻でトリノ五輪のペア金メダリストのタチアナ・トトミアニナのシングル選手時代のコーチでもあり、グリアゼフは夫妻の共通の弟弟子である[11]。
- ヤグディンは2003-2004シーズンのグリアゼフのISUジュニアグランプリの試合に多忙のタラソワに変わってコーチとして帯同していた。このシーズンのISUバイオのコーチ欄にはヤグディンの名前が掲載されていた[12]。ヤグディンとグリアゼフはグリアゼフがペルミから来た11歳の時からの友人で、憧れの人もウルマノフと同じであるが、かつての兄弟子だったエフゲニー・プルシェンコとは「ハロー、グッバイ」としか会話せずプルシェンコの事は好きではないと不仲を公言している[5]。
- 1999年9月のプルシェンコ親善ツアーで日本人ファンがサンクトペテルブルクに来訪した時、当時14歳の彼がミーシンチーム有望の選手として紹介されていた。
- ジュニア時代のISUプロファイルの趣味欄には、読書、音楽鑑賞とともに木彫り（woodcarningと当時のISUバイオに書かれていた[13]が、woodcarvingの間違いと思われる）と書かれていた。2つ上の兄セルゲイと一緒にやっていたという。しかし渡米した後のインタビューではやる暇がないと語っており、その後はコンピュータゲームに変わり木彫りは書かれていない。
- ロシアチャンピオンになった後のインタビューでロシア国内のジャンプ偏重主義を批判し、織田や髙橋大輔などの日本選手や北米選手のようにジャンプがプログラムに溶け込むようなスケートをすべきとスケーティングスキルの向上も訴えている[14]。
- 2007年のNHK杯で来日した時にコーチが来日できなかったポーランドのペアのドミニカ・ピョントコフスカ＆ドミトリー・クロミン組の手助けやアドバイスをしていたが、クロミンはグリアゼフがサンクトペテルブルクに来た時にコーチなしでたくさんの試合に行かなければいけなかった時に手助けをしてくれた恩人で友人だったからだった[15]。

## 主な戦績
| 大会/年              | 2000-01 | 2001-02 | 2002-03 | 2003-04 | 2004-05 | 2005-06 | 2006-07 | 2007-08 | 2008-09 |
| -------------------- | ------- | ------- | ------- | ------- | ------- | ------- | ------- | ------- | ------- |
| 世界選手権           |         |         |         | 12      | 11      | 17      |         |         |         |
| 欧州選手権           |         |         |         | 8       | 5       |         | 16      |         |         |
| ロシア選手権         | 8       | 6       | 5       | 3       | 2       | 9       | 1       | 3       | 5       |
| GPロシア杯           |         |         |         |         | 7       |         | 7       | 3       |         |
| GPNHK杯              |         |         |         |         |         |         |         | 7       |         |
| エリック杯           |         |         |         |         |         |         | 7       |         |         |
| GPスケートカナダ     |         |         |         |         |         | 9       |         |         |         |
| GP中国杯             |         |         |         |         |         | 3       |         |         |         |
| 世界Jr.選手権        |         | 14      |         | 1       |         |         |         |         |         |
| JGPファイナル        |         | 6       | 4       | 2       |         |         |         |         |         |
| JGP S.スロバキア     |         |         |         | 1       |         |         |         |         |         |
| JGPソフィア杯        |         |         |         | 1       |         |         |         |         |         |
| JGPモントリオール    |         |         | 1       |         |         |         |         |         |         |
| JGPアリゾナ          |         |         | 1       |         |         |         |         |         |         |
| JGPチェコスケート    |         | 1       |         |         |         |         |         |         |         |
| JGPサルコウ杯        |         | 1       |         |         |         |         |         |         |         |
| JGPバルト杯          | 2       |         |         |         |         |         |         |         |         |
| JGP B.シュベルター杯 | 4       |         |         |         |         |         |         |         |         |

### 詳細
| 2008-2009 シーズン  |                                          |         |          |          |
| 開催日              | 大会名                                   | SP      | FS       | 結果     |
| 2008年12月24日-28日 | ロシアフィギュアスケート選手権（カザン） | 7 66.02 | 6 126.13 | 5 192.15 |

| 2007-2008 シーズン     |                                                        |          |          |          |
| 開催日                 | 大会名                                                 | SP       | FS       | 結果     |
| 2008年1月4日-7日       | ロシアフィギュアスケート選手権（サンクトペテルブルク） | 3 64,06  | 3 131,06 | 3 195,12 |
| 2007年11月29日-12月2日 | ISUグランプリシリーズ NHK杯（仙台）                    | 11 66.14 | 5 120.39 | 7 182.83 |
| 2007年11月22日-25日    | ISUグランプリシリーズ ロシア杯（モスクワ）             | 3 70.95  | 5 135.18 | 3 206.13 |

| 2006-2007 シーズン  |                                                        |          |           |           |
| 開催日              | 大会名                                                 | SP       | FS        | 結果      |
| 2007年1月22日-28日  | 2007年ヨーロッパフィギュアスケート選手権（ワルシャワ） | 13 59.10 | 17 103.13 | 16 162.23 |
| 2007年1月4日-7日    | ロシアフィギュアスケート選手権（モスクワ）             | 2 70.93  | 1 151.21  | 1 222.14  |
| 2006年11月24日-26日 | ISUグランプリシリーズ ロシア杯（モスクワ）             | 8 62.59  | 4 121.43  | 7 184.02  |
| 2006年11月17日-19日 | ISUグランプリシリーズ エリック・ボンパール杯（パリ）   | 9 56.39  | 7 121.28  | 7 177.67  |

| 2005-2006 シーズン  |                                                        |          |          |           |           |
| 開催日              | 大会名                                                 | 予選     | SP       | FS        | 結果      |
| 2006年3月19日-26日  | 2006年世界フィギュアスケート選手権（カルガリー）       | 10 28.83 | 21 57.96 | 16 121.58 | 17 208.37 |
| 2005年11月3日-6日   | ISUグランプリシリーズ 中国杯（北京）                   | -        | 1 71.00  | 3 129.60  | 3 200.60  |
| 2005年10月27日-30日 | ISUグランプリシリーズ スケートカナダ（セントジョンズ） | -        | 9 51.99  | 10 101.96 | 10 153.95 |

| 2004-2005 シーズン  |                                                    |         |         |           |           |
| 開催日              | 大会名                                             | 予選    | SP      | FS        | 結果      |
| 2005年3月14日-20日  | 2005年世界フィギュアスケート選手権（モスクワ）     | 8 29.54 | 8 70.69 | 11 116.39 | 16 216.62 |
| 2005年1月25日-30日  | 2005年ヨーロッパフィギュアスケート選手権（トリノ） | -       | 4 68.20 | 5 128.11  | 5 196.31  |
| 2004年11月25日-28日 | ISUグランプリシリーズ ロシア杯（モスクワ）         | -       | 5 61.86 | 8 104.70  | 7 166.56  |
| 2004年11月4日-7日   | 2004年ニース杯（ニース）                           | -       | 1       | 1         | 1         |

| 2003-2004 シーズン   |                                                        |      |    |    |      |
| 開催日               | 大会名                                                 | 予選 | SP | FS | 結果 |
| 2004年3月22日-28日   | 2004年世界フィギュアスケート選手権（ドルトムント）     | 6    | 8  | 16 | 12   |
| 2004年2月29日-3月7日 | 2004年世界ジュニアフィギュアスケート選手権（ハーグ）   | 2    | 1  | 1  | 1    |
| 2004年2月2日-8日     | 2004年ヨーロッパフィギュアスケート選手権（ブダペスト） | 3    | 15 | 7  | 8    |
| 2003年12月11日-14日  | 2003/2004 ISUジュニアグランプリファイナル（マルメ）    | -    | 2  | 2  | 2    |
| 2003年9月18日-21日   | ISUジュニアグランプリ スケートスロバキア（ブレッド）   | -    | 1  | 1  | 1    |
| 2003年9月11日-13日   | ISUジュニアグランプリ ソフィア杯（ソフィア）           | -    | 1  | 1  | 1    |

| 2002-2003 シーズン  |                                                        |      |    |    |      |
| 開催日              | 大会名                                                 | 予選 | SP | FS | 結果 |
| 2002年12月12日-15日 | 2002/2003 ISUジュニアグランプリファイナル（ハーグ）    | -    | 4  | 5  | 4    |
| 2002年9月26日-29日  | ISUジュニアグランプリ モントリオール（モントリオール） | -    | 2  | 1  | 1    |
| 2002年9月19日-22日  | ISUジュニアグランプリ アリゾナ（スコッツデール）       | -    | 1  | 1  | 1    |

| 2001-2002 シーズン  |                                                        |      |    |    |      |
| 開催日              | 大会名                                                 | 予選 | SP | FS | 結果 |
| 2002年3月3日-10日   | 2002年世界ジュニアフィギュアスケート選手権（ハーマル） | 9    | 7  | 17 | 14   |
| 2001年12月13日-16日 | 2001/2002 ISUジュニアグランプリファイナル（ブレッド）  | -    | 6  | 6  | 6    |
| 2001年11月1日-4日   | ISUジュニアグランプリ サルコウ杯（マルメ）             | -    | 1  | 1  | 1    |
| 2001年9月26日-29日  | ISUジュニアグランプリ チェコスケート（オストラヴァ）   | -    | 1  | 1  | 1    |

| 2000-2001 シーズン  |                                                                |    |    |      |
| 開催日              | 大会名                                                         | SP | FS | 結果 |
| 2000年10月26日-29日 | ISUジュニアグランプリ バルト杯（グダニスク）                   | 2  | 2  | 2    |
| 2000年10月5日-8日   | ISUジュニアグランプリ ブラオエン・シュベルター杯（ケムニッツ） | 3  | 4  | 4    |

## プログラム
| シーズン  | SP                                             | FS                                                                   |
| --------- | ---------------------------------------------- | -------------------------------------------------------------------- |
| 2007-2008 | Didle Mourani by Space                         | 『ゴッドファーザー』サウンドトラック 作曲：ニーノ・ロータ            |
| 2005-2006 | カルメン 作曲：ジョルジュ・ビゼー              | ノートル・ダム・ド・パリ 作曲：Richard Cocciante 演奏：I Fiamminghi  |
| 2004-2005 | カルメン 作曲：ジョルジュ・ビゼー              | -                                                                    |
| 2003-2004 | Libertango 作曲：アストル・ピアソラ 演奏：bond | La Strada Otto E Mezzo 作曲：ニーノ・ロータ 演奏：カルロ・サヴィーナ |
| 2002-2003 | Korobushka 作曲：bond                          | La Strada Otto E Mezzo 作曲：ニーノ・ロータ演奏：カルロ・サヴィーナ  |